# Bahnhof Bruxelles-Luxembourg/Brussel-Luxemburg

Der Bahnhof Brüssel-Luxemburg (französisch gare de Bruxelles-Luxembourg, niederländisch station Brussel-Luxemburg) ist ein Bahnhof in Belgien. Die Station befindet sich nicht, wie der Name suggeriert, in der Stadt Brüssel, sondern in der nahegelegenen Gemeinde Ixelles/Elsene innerhalb der zweisprachigen Region Brüssel-Hauptstadt.

## Geschichte
Der Bahnhof, erbaut nach Plänen des Architekten Gustave Saintenoy, wurde am 24. August 1854 unter dem Namen Brussel-Leopoldswijk (niederländisch) bzw. Quartier-Léopold (französisch) eröffnet. Der ehemalige Name stammt vom früheren belgischen König Leopold I.

### Umbau
Bis zum 14. Januar 2009 wurde der komplette Bahnhof grundlegend umgebaut. Die Station und die Umgebung wurden durch den Bau des Europäischen Parlamentes nachhaltig verändert. Die Station wurde in Tieflage unterhalb des Europaviertels verlegt, so dass die Züge durch einen Tunnel zur Station gelangen. Einzig das alte Bahnhofsgebäude am Luxembourg-Boulevard erinnert an den alten Bahnhof. Dieses Gebäude wurde 2016 umgebaut und Besucher finden dort „Station Europe“, das Begrüßungszentrum des Europäischen Parlamentes. Interaktive Aktivitäten wie das „Augmented Reality“-Modell des Campus liefern Informationen über das Parlament, seine Gebäude, seine Geschichte und die Persönlichkeiten, die zu Besuch waren.

## Verkehr
In ca. 500 Metern Entfernung befindet sich die Metrostation Trône/Troon, an der Umsteigemöglichkeit zu den Linien 2 und 6 besteht. Am Bahnhof Brüssel-Luxemburg halten außerdem zehn Buslinien, wovon zwei dort ihren Endpunkt haben.
An den sechs Gleisen halten Intercity-Züge sowie die Brüsseler S-Bahn.
Stand: Fahrplanperiode 10. Dezember 2017 bis 8. Dezember 2018
| Linie | Verlauf | Takt Mo–Fr                                            | Takt Sa, So                  |
| ----- | --- | ----------------------------------------------------- | ---------------------------- |
| IC 16 | Brüssel-Süd – Brüssel-Central – Brüssel-Nord – Brüssel-Schuman – Brüssel-Luxemburg – Ottignies – Namur – Arlon – Luxemburg                            | 60 min                                                | 60 min                       |
| IC 17 | (Flughafen Brüssel-Zaventem – oder Brüssel-Süd –) Brüssel-Schuman – Brüssel-Luxemburg – Ottignies – Namur – Dinant                                    | 60 min Flughafen Brü. – Dinant                        | 60 min Brüssel-Süd – Dinant  |
| IC 18 | Liège-Saint-Lambert – Liège-Guillemins – Huy – Namur – Ottignies – Brüssel-Luxemburg – Brüssel-Schuman – Brüssel-Nord – Brüssel-Central – Brüssel-Süd | 60 min                                                | –                            |
| IC 27 | (Charleroi-Sud – Nivelles –) Braine-l’Alleud – Brüssel-Schuman – Brüssel-Luxemburg – Flughafen Brüssel-Zaventem (– Leuven)                            | 60 min Charleroi–Flgh. Brü.                           | 60 min Braine-l’A.–Leuven    |
| S 4   | Aalst – Denderleeuw – Jette – Brüssel-Schuman – Brüssel-Luxemburg – Brüssel-Mérode – Vilvoorde                                                        | 60 min                                                | –                            |
| S 5   | Mechelen – Brüssel-Schuman – Brüssel-Luxemburg – Halle (– Edingen [– Geraardsbergen einzelne Fahrten])                                                | 30 min bis Halle, jeder 2. Zug nach Edingen/G’bergen  | 60 min nur Mechelen–Halle    |
| S 8   | Brüssel-Süd – Brüssel-Central – Brüssel-Nord – Brüssel-Schuman – Brüssel-Luxemburg – Ottignies (– Louvain-la-Neuve)                                   | 30 min bis Ottignies, jeder 2. Zug nach Louvain-la-N. | 30 min nur Brüssel–Ottignies |
| S 9   | Leuven – Zaventem – Brüssel-Luxemburg – Brüssel-Schuman – Braine-l’Alleud                                                                             | 60 min                                                | –                            |
| S 81  | Schaerbeek/Schaarbeek – Brüssel-Schuman – Brüssel-Luxemburg – Ottignies                                                                               | 3 Züge/Tag                                            | –                            |
| P     | verschiedene Verstärkerfahrten | HVZ                                                   | –                            |
| ICT   | verschiedene Fahrten von/zu touristischen Orten | Touristensaison                                       | Touristensaison              |